# Гиза
Гиза (арап. الجيزة) је град у Египту у гувернорату Гиза. Према процени из 2024. у граду је живело 4.458.135 становника. Гиза је изграђена на западној обали реке Нил, 20 km југозападно од централног Каира, данашњи део шире каирске метрополе.
Гиза је једна од најпознатијих туристичких дестинација захваљујући свом комплексу импресивних древних споменика. То је гробни комплекс египатских краљева и храмова, који се састоји од Велике сфинге, великих пирамида, бројних других пирамида и храмова.
Гиза је некада била гринички меридијан, референтна тачка за одређивање географске дужине, највероватније за подручје великих пирамида.

## Географија

### Клима
| Клима Гизе                  | Клима Гизе  | Клима Гизе  | Клима Гизе  | Клима Гизе  | Клима Гизе  | Клима Гизе  | Клима Гизе  | Клима Гизе  | Клима Гизе  | Клима Гизе  | Клима Гизе  | Клима Гизе | Клима Гизе    |
| Показатељ \ Месец           | .Јан.       | .Феб.       | .Мар.       | .Апр.       | .Мај.       | .Јун.       | .Јул.       | .Авг.       | .Сеп.       | .Окт.       | .Нов.       | .Дец.      | .Год.         |
| --------------------------- | ----------- | ----------- | ----------- | ----------- | ----------- | ----------- | ----------- | ----------- | ----------- | ----------- | ----------- | ---------- | ------------- |
| Апсолутни максимум, °C (°F) | 28 (82)     | 30 (86)     | 36 (97)     | 41 (106)    | 43 (109)    | 46 (115)    | 41 (106)    | 43 (109)    | 39 (102)    | 40 (104)    | 36 (97)     | 30 (86)    | 46 (115)      |
| Максимум, °C (°F)           | 19,3 (66,7) | 20,9 (69,6) | 24,2 (75,6) | 28,4 (83,1) | 32,0 (89,6) | 34,9 (94,8) | 34,5 (94,1) | 34,4 (93,9) | 32,4 (90,3) | 30,2 (86,4) | 25,4 (77,7) | 21,1 (70)  | 28,14 (82,65) |
| Просек, °C (°F)             | 13,0 (55,4) | 14,0 (57,2) | 17,2 (63)   | 20,5 (68,9) | 24,0 (75,2) | 27,1 (80,8) | 27,5 (81,5) | 27,5 (81,5) | 25,6 (78,1) | 23,5 (74,3) | 19,2 (66,6) | 15,0 (59)  | 21,18 (70,13) |
| Минимум, °C (°F)            | 6,8 (44,2)  | 7,2 (45)    | 10,3 (50,5) | 12,7 (54,9) | 16,1 (61)   | 19,3 (66,7) | 20,6 (69,1) | 20,7 (69,3) | 18,9 (66)   | 16,8 (62,2) | 13,0 (55,4) | 8,9 (48)   | 14,28 (57,69) |
| Апсолутни минимум, °C (°F)  | 2 (36)      | 4 (39)      | 5 (41)      | 8 (46)      | 11 (52)     | 16 (61)     | 17 (63)     | 17 (63)     | 16 (61)     | 11 (52)     | 4 (39)      | 4 (39)     | 2 (36)        |
| Количина падавина, mm (in)  | 4 (0,16)    | 3 (0,12)    | 2 (0,08)    | 1 (0,04)    | 0 (0)       | 0 (0)       | 0 (0)       | 0 (0)       | 0 (0)       | 0 (0)       | 3 (0,12)    | 4 (0,16)   | 17 (0,68)     |
| Извор #1: Climate-Data.org  |             |             |             |             |             |             |             |             |             |             |             |            |               |
| Извор #2: Voodoo Skies      |             |             |             |             |             |             |             |             |             |             |             |            |               |

## Историја
Најпознатије археолошко налазиште Гизе, Висораван Гизе, садржи неке од најпознатијих споменика древне египатске историје. Некада се развијао захваљујући Нилу који је директно плавио Висораван Гизу, па су Пирамиде у Гизи биле саграђене тако да се с њих може видети древна египатска престолница Мемфис, која је у доба њихове изградње била у близини данашњег Каира.
Сам град се доста мењао кроз време. Промене инфраструктуре су забележене за време различитих режима који су владали Египтом, укључујући Британце у 19. и раном 20. веку, који су саградили велики број цеста, улица и зграда у околном подручју. Често се погрешно мисли да је Гиза ништа друго до пустињска област; међутим, Гиза је постала средиште културе Египта те је густо насељена, тако да у њој постоје многе зграде и градске службе. Гиза је привукла светску пажњу због великог броја древних египатских споменика на Висоравни Гиза, који су привукле милионе туриста и посетилаца. Због тога су у инфраструктуру Гизе улагали како британске власти пре египатске револуције, тако и савремена египатска влада с обзиром на његову туристичку важност.
Један од познатих делова Гизе је Алхарам, који је у прошлости био популаран због ноћних клубова. У Замалеку пак живи египатска средња класа, док је недавно Алмохандесеен постао пренасељен.

## Становништво
Према процени, у граду је 2008. живело 3.258.540 становника.
| 1986.     | 1996.     | 2006.     |
| --------- | --------- | --------- |
| 1.883.189 | 2.221.868 | 3.087.878 |

## Привреда
Гиза је економски потенцијал Египта. Захваљујући бројним туристима, Гиза је седиште многобројних луксузних хотела чији се број из године у годину повећава.
Развијена је и филмска, керамичарска, машинска и дуванска индустрија.

## Туризам
Захваљујући бројним храмовима и споменицима културе Старог Египта, милиони туриста сваке године долазе у Гизу. Најзначајнија туристичка дестинација свакако су Пирамиде у Гизи, комплекс од три гробнице египатских владара.
Гиза је са Шарм ел Шеиком и Каиром најпознатији египатска туристичка дестинација.

## Образовање
Поред предшколских, основних и средњошколских установа у Гизи је 1932. основана и Академија арапског језика. Универзитет Каира је 1924. премештен из Каира у Гизу.